# John Dale Ryan
Pour les articles homonymes, voir Ryan.
 (mars 2021).
Si vous disposez d'ouvrages ou d'articles de référence ou si vous connaissez des sites web de qualité traitant du thème abordé ici, merci de compléter l'article en donnant les références utiles à sa vérifiabilité et en les liant à la section « Notes et références ».
John Dale Ryan, né le 10 décembre 1915 à Cherokee, dans l'Iowa, et mort le 27 octobre 1983 à San Antonio, au Texas, est le septième chef d'état-major de l'armée de la Force aérienne des États-Unis. En occupant cette fonction, le général Ryan a servi dans une double fonction. Il était membre du Comité des chefs d'état-major interarmées qui, en tant que corps, agit comme principal conseiller militaire auprès du président des États-Unis, du Conseil de sécurité nationale et du secrétaire à la Défense des États-Unis. Dans son autre fonction, il était responsable devant le secrétaire de la Force aérienne des États-Unis de la gestion de vastes ressources humaines et matérielles de la plus puissante force aérospatiale du monde.
En mai 1972, Ryan fait l'objet d'une des plus sévères diatribes du président Richard Nixon.